# ماستن اسپیس
ماستن اسپیس (انگلیسی: Masten Space) شرکت هوافضای آمریکایی است، که در سال ۲۰۰۴ تأسیس شد.